# Adolf Bolliger
Adolf Bolliger (* 12. April 1854 in Holziken; † 31. Mai 1931 in Uerikon) war ein Schweizer evangelischer Theologe, Pfarrer und Philosoph.

## Leben
Adolf Bolliger wurde als neuntes Kind eines Landwirtes in Holziken im Kanton Aargau am 12. April 1854 geboren. Nachdem er in Hirschthal eine Kleinkindschule besucht hatte, wechselte er auf die Bezirksschule in Schöftland. Bereits mit zwölf Jahren entschied er sich, später Pfarrer zu werden. Daher erfuhr er seine weitere Vorbildung zunächst in Basel auf dem Humanistischen Gymnasium und anschliessend auf dem Gymnasium am Münsterplatz. Die ersten zwei Semester seines Studiums der Theologie sowie der Philosophie verbrachte er auf der Universität Basel, das dritte Semester auf der Universität Tübingen.
Im Mai 1875 setzte man Bolliger als Lehrer an der Bezirksschule in Schöftland ein. Zuvor bestand er sein erstes Theologenexamen, seine Konkordatsprüfung der Philosophie und auch das Bezirkslehrerexamen des Kantons. 1879 setzte er sein Studium fort, diesmal an der Universität Leipzig, und promovierte dort auch. In Basel wurde er danach an der Oberrealschule Lehrer der deutschen Sprache und der Literatur; er habilitierte sich auch für die Philosophie.
In dieser Zeit beschäftigte er sich besonders mit Immanuel Kant. 1888 übernahm Bolliger eine Pfarrstelle in Oberentfelden. Die Stelle gab er 1891 auf, als er trotz öffentlichen Widerstandes die Stelle des Theologieprofessors an der Universität Basel übernahm. Bemühungen, ihn des Amtes zu suspendieren, scheiterten.
1903 wurde Bolliger von der Universität Bern der Grad eines theologischen Ehrendoktors verliehen. Im folgenden Jahr erwählte man ihn zum Rektor der Basler Universität. 1905 jedoch gab er die Professor-Stelle wieder ab, um die Gemeinde Neumünster als Pfarrer zu übernehmen. Als solcher verweilte er dort, bis er 1921 in den Ruhestand trat. Diesen verbrachte er zum Teil in Uerikon, wo er auch am 31. Mai 1931 im Alter von 77 Jahren verstarb.

## Werke
- Anti-Kant oder Elemente der Logik, der Physik und der Ethik (Basel 1882)
- Die Botschaft vom Gottesreich (Basel 1888)
- Beiträge zur Dogmatik und Ethik (Aarau 1890)
- Der Weg zu Gott für unser Geschlecht, Ein Stück Erfahrungstheologie (Frauenfeld 1899)
- Markus, der Bearbeiter des Matthäus-Evangeliums, Altes und Neues zur synoptischen Frage, Programm zur Rektoratsfeier der Universität Basel (Basel 1902)
- Die Willensfreiheit, Eine neue Antwort auf eine alte Frage (Berlin 1903)
- Drei ewige Lichter: Gott, Freiheit, Unsterblichkeit (Berlin 1903)
- Ein paar Körner Salz (Zürich 1907)
- Der Höhenweg des Christen (Zürich 1914)
- Tatsachen, Das Sendschreiben der französischen Protestanten an die Protestanten der neutralen Staaten beantwortet durch Adolf Bolliger (Konstanz 1915)
- Deutschlands Recht, Die Streitschrift der französischen Protestanten, widerlegt durch Adolf Bolliger (Konstanz 1916)
- Weltkrieg und Gottesreich (Zürich 1915)
- Deutschland am Scheidewege, Zeitgemäße Darlegungen (München 1918)
- Deutschlands letzte und grösste Not (Basel 1918)
- Jesus von Nazareth und sein Heil (Zürich 1926)